# ラカンドン語
ラカンドン語（ラカンドンご、Lacandón, Lakantun）は、メキシコのチアパス州に住むラカンドン族の話す言語。マヤ語族のユカテコ語群に属し、ユカテコ語と近い関係にある。
UNESCOの危機に瀕する言語の分類では「極めて深刻な危機にある」(critically endangered)言語に分類している。

## 概要
ラカンドン語がユカテコ語から分かれた時代は新しく、1700年以降とされる。
ラカンドン語はチアパス州のナハを中心とする北部と、ラカンハ・チャンサヤブを中心とする南部の、かなり異なる2つの方言に分かれる。南部方言は特にユカテコ語に近い。

## 音声
ラカンドン語は以下の子音を持つ（ラテン文字表記はALMG方式によった）。
|        | 両唇音  | 歯茎音 | 後部歯茎音 | 硬口蓋音 | 軟口蓋音 | 声門音 |
| ------ | ------- | ------ | ---------- | -------- | -------- | ------ |
| 破裂音 | p pʼ bʼ | t tʼ   |            |          | k kʼ     | ʼ      |
| 破擦音 |         | tz tzʼ | ch chʼ     |          |          |        |
| 摩擦音 |         | s      | x          |          |          | j      |
| 鼻音   | m       | n      |            |          |          |        |
| 流音   |         | l r    |            |          |          |        |
| 半母音 | w       |        |            | y        |          |        |

lは、北部方言では部分的に、南部方言では完全にrに変化している。
母音は短母音a e i o uと長母音aa ee ii oo uuのほかに11番目の母音として短い中舌母音ä [ə]があり、モパン語やイツァ語に似た体系になっている。北部方言では本来の長母音の多くが短母音a e i o uに変化した。また南北とも本来の短いaはäに、短いoはaに変化した。
南部方言では短いeとoがaに融合しつつある。
南部方言の一部にはユカテコ語と同様に長母音に声調の区別がある。しかしラカンハでは若い世代で声調が失われているという。
強勢は一般的に語根の最初または2番目の音節に置かれる。

## 文法
ラカンドン語は他のマヤ語と同様に膠着語であり、多くの接辞を加える必要がある。たとえば南部方言でk-aw-ir-ik-(e)en「あなたは私を見る」という文では、k-と-ikが他動詞の不完全相を表す接辞、a(w)-が二人称単数主語（A型）の接辞、irが動詞語根「見る」、-(e)enが一人称単数目的語（B型）の接辞である。完全相ではk-と-ikをt-と-ajに変えてt-aw-ir-aj-(e)en「あなたは私を見た」になる。
ラカンドン語は他のマヤ語族の言語と同様に能格言語であり、人称接辞がA型（能格）とB型（絶対格）に分かれる。他のユカテコ語群と同様に相を条件とする分裂能格性を持ち、完全相ではA型の人称接辞が他動詞の主語(A)を標示し、B型の人称接辞が他動詞の目的語(O)と自動詞の主語(S)を標示するが、不完全相でばA型の人称接辞が自動詞の主語を標示する。
一人称複数には包括形と除外形があるが、除外形の形が-oʼbʼ（南部方言）のつく形とつかない形の2種類あり、片方はdual（一人称と二人称）であるとする説がある。
基本的な語順はVOS型である。しかし焦点化された要素を動詞の前に置くことができる。